# Wiązanie pi
Wiązanie π – wiązanie chemiczne powstałe w wyniku nakładania bocznego orbitali atomowych (oprócz orbitali s). Kształt tego wiązania wyznacza orbital molekularny π. Przy opisie wiązania π w indeksie dolnym lub po spacji podaje się jakie orbitale tworzą dane wiązanie, np. πd-d, π*p-p, gdzie * oznacza orbital antywiążący.

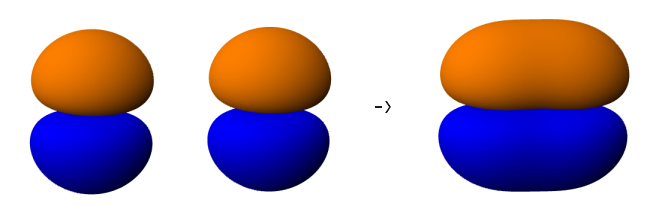
Powstawanie wiążącego orbitalu πp-p
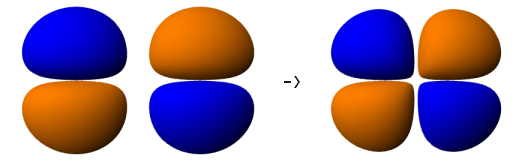
Powstawanie orbitalu antywiążącego π*p-p
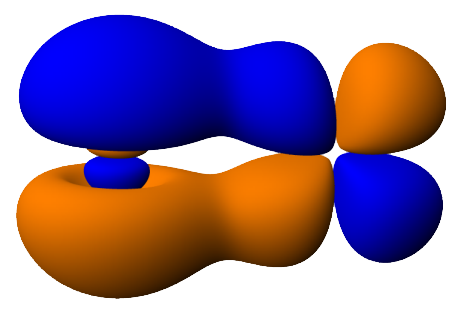
Orbital wiążący πp-d